# Trifón Medrano Elurba
Trifón Medrano Elurba (¿Madrid 1912? - Bilbao, 17 de febrer de 1937) fou un dirigent comunista espanyol.

## Biografia
Era membre d'una família obrera i treballava en un taller. El 1932 participà en el II Congrés de la Unió de Joventuts Comunistes d'Espanya (UJCE) en el que en va resultar escollit secretari general. Durant aquest període aprofita per formar-se políticament a l'Escola Lenin de Moscou al costat de la catalana Lina Odena.
El 1934 inicia els primers contactes amb les Joventuts Socialistes d'Espanya (JJSS) de cara la futura unificació de les dues organitzacions. En les converses hi participarien per UJCE Trifón Medrano, Segismundo Álvarez i Fernando Claudín, i per les JJSS Federico Melchor, Segundo Serrano Poncela i Santiago Carrillo. Com a resultat de les converses naixerien les Joventuts Socialistes Unificades el 1935.
El 6 de febrer de 1936 fou detingut per ordre del governador civil després de fer un míting a La Solana (Ciudad Real) per acusar al govern republicà d'assassinar minaires a la revolta d'Astúries de 1934. A les eleccions generals espanyoles de 1936 formà part de la candidatura del Front Popular per la província de Ciudad Real representant al PCE. Va obtenir 79.329 vots, però no fou escollit.
El març de 1936 el delegat de la Internacional Juvenil Comunista, Vittorio Codovilla, el convidà a viatjar a Moscou juntament amb Carrillo, Melchor i Felipe Muñoz Arconada per a discutir els problemes de la unificació. Allí conegué Gueorgui Dimitrov i s'entrevistaren amb els dirigents del Komsomol soviètic. Finalment, Carrillo fou nomenat secretari general de la JSU i Medrano secretari d'organització.
El 5 d'abril de 1936 participà en el Míting de Las Ventas amb José Díaz, Largo Caballero i Carrillo anunciant la unificació de les dues organitzacions i la futura unificació del PSOE i del PCE a exemple del PSUC a Catalunya, que no arribaria a consumar-se.
El cop d'estat del 18 de juliol de 1936 el va sorprendre a París, on havia anat amb Carrillo i José Laín a entrevistar-se amb el delegat de l'IJC, Raymond Guyot. Juntament amb Luis Araquistáin i Rodolfo Llopis intentaren tornar a Espanya després d'un viatge accidentat via Gallarta fins a Madrid. Poc després marxà a Torrelavega, on s'incorporà a una columna que intentava recuperar Aguilar de Campoo i obrir una ruta fins a Madrid. L'ofensiva fracassà i marxà a Bilbao, on s'entrevistà amb Juan Astigarrabia, cap del Partit Comunista d'Euskadi. Després s'incorporà a un batalló d'Otxandio i tornà a Madrid via Puigcerdà.
El novembre de 1936 s'incorporà al Cinquè Regiment i participà en el Congrés Provincial de la JSU d'Alacant i el Congrés Nacional de la JSU a València de gener de 1937, en la que fou confirmat en el seu càrrec. Pel febrer marxà cap a Bilbao per tal d'organitzar-hi les JSU. El 17 de febrer de 1937 va morir juntament amb Luis Rodríguez Cuesta i Agustín Zapiraín Aguinaga (secretari d'organització de la JSU basca) a causa de l'explosió accidental d'un projectil al local de la Unión y el Fénix del carrer Arenal, 3 de Bilbao on estava fent un míting.